# Spațiul cosmic

Straturile atmosferei, cu roșu: linia Kármán.

Spațiul cosmic, numit și spațiu extraatmosferic, este întregul spațiu situat dincolo de limita atmosferei unei planete. Spațiul cosmic este, într-o primă aproximație, vid. Totuși, el nu este complet lipsit de conținut, ci este umplut cu gaze la presiune extrem de scăzută și pulberi. Spațiul cosmic conține câmpuri gravitaționale, radiații electromagnetice, neutrini. Teoretic el mai conține și energie neagră și materie întunecată. Deoarece atmosfera nu se termină brusc, ci se subțiază progresiv, nu există nici o limită definită clar între atmosferă și spațiul cosmic.

## Descoperiri
În 350 î.Hr., filosoful grec Aristotel a sugerat că natura are oroare de vid, un principiu care a devenit cunoscută sub numele de horror vacui. Pe baza acestei idei cum că vidul nu ar putea exista, mai multe secole s-a crezut că spațiul nu ar putea fi gol.
Abia în secolul al XVII-lea, filozoful  francez René Descartes a susținut că întregul spațiu trebuie să fie plin.
Cercetări privind fizica vidului au fost efectuate de către Otto von Guericke.

## Mediul
Spațiul extraatmosferic este cel mai apropiat de starea de vid perfect. Efectiv în acest spațiu nu există forțe de frecare, aceasta le permite stelelor, planetelor și sateliților să circule liber de-a lungul traiectoriilor lor ideale gravitaționale. Cu toate acestea, chiar și în cel mai pronunțat vid din spațiul intergalactic tot există  câțiva atomi de hidrogen pe metru cub. Pentru comparație, aerul pe care îl respirăm conține aproximativ 10 25 molecule pe metru cub. Vidul avansat din spațiu poate fi un mediu atractiv pentru anumite procese industriale, de exemplu cele care necesită suprafețe ultracurate.

### Temperatură
Tot Universul observabil este umplut cu fotoni care au fost creați în timpul Big Bang-ului, cunoscuți sub numele de radiație cosmică de fond cu microunde, (CMBR). Numărul mare al neutrinilor provoacă radiația cosmică de fond cu neutini. Temperatura curentă a corpurilor întunecate (a acestei radiații de fotoni) este de 3 K (−270 °C; −454 °F). Unele regiuni ale spațiului cosmic pot conține particule cu încărcătură energetică ridicată și au o temperatură mult mai mare decât radiația cosmică de fond CMBR.

## Statutul juridic
Spațiul extraterestru nu este supus suveranității vreunui stat.

## Diferențe orbită - spațiul cosmic
Pentru a efectua un zbor spațial orbital, o navă spațială trebuie să depășească viteza de zbor suborbitală. O navă spațială nu intră pe orbită până când acesta nu se deplasează cu o viteză suficient de mare, astfel încât accelerația sa să fie mai mică sau egală cu accelerația centripetă cauzată de viteza sa în mișcare circulară. Deci, pentru a intra pe orbită, o navă spațială nu trebuie să ajungă doar în spațiul respectiv, dar, de asemenea, trebuie să atingă o viteză suficientă orbitală. Pentru a trece pe orbita joasă a Pământului o navă trebuie să atingă viteza de 7,900 m/s (28,400 km/h sau 17,700 mph), pentru comparație cel mai rapid avion realizat vreodată a atins viteza de 2,200 m/s (7,900 km/h sau 4,900 mph) (în 1967, aeronava  nord-americană X-15).

## Regiuni

### Geospațiu

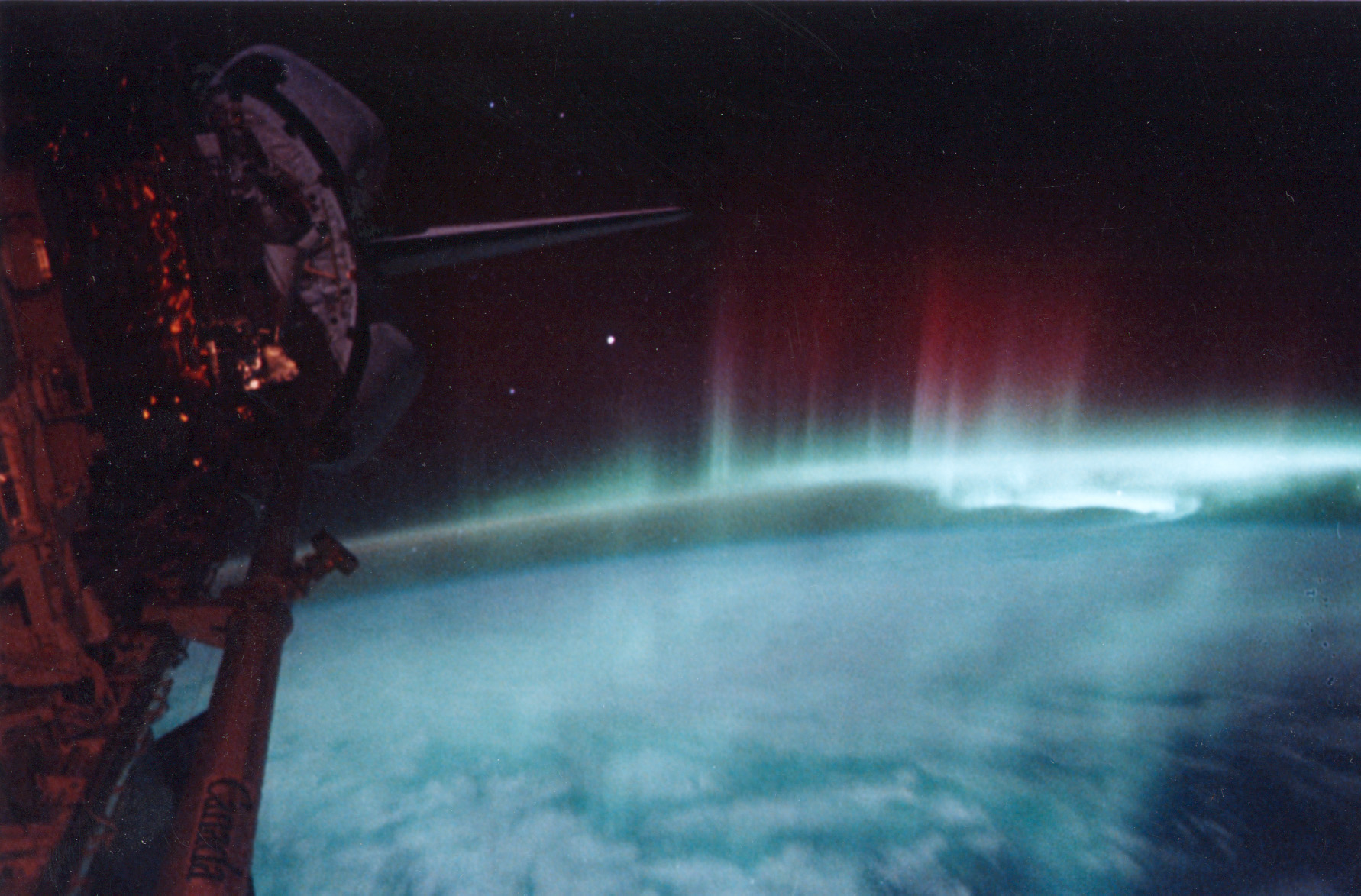
Aurora australă observată de nava spațială Discovery, mai 1991.

Geospațiul este regiunea spațiului cosmic din apropierea Pamantului. Geospațiul include regiunea superioară a atmosferei, precum și ionosfera și magnetosfera. Centura de radiații Van Allen se află, de asemenea, în cadrul geospațiului. Regiunea dintre atmosfera Pământului și Lună este uneori denumită spațiul cis-lunar.

### Interplanetar
Spațiul interplanetar, spațiul din jurul Soarelui și a planetelor sistemului solar, este regiunea dominată de mediu interplanetar care se extinde până la heliopauză, adică până acolo unde influența mediului galactic este mai puternică decît câmpul magnetic și fluxul de particule generate de Soare.

### Interstelar
Spațiul interstelar este spațiul fizic dintr-o galaxie care nu este ocupat de stele sau de sistemele lor planetare. Mediul interstelar se referă -prin definiție- la spațiul interstelar (dintre stele).

### Intergalactic
Spațiul intergalactic este spațiul fizic dintre galaxii. În general este lipsit de praf și materie. Spațiul intergalactic este foarte aproape de un vid total. Spatiul dintre galaxii, denumit void, este, probabil, aproape gol. Unele teorii apreciază densitatea medie a Universului ca fiind echivalentul unui atom de hidrogen pe un metru cub.
Densitatea universului, cu toate acestea, nu este în mod clar uniformă; aceasta este cuprinsă între o densitatea relativ mare în galaxii (inclusiv densitate foarte mare în corpurile cerești din galaxii, cum ar fi planete, stele, și găuri negre) iar în imensitățile spațiului, numite void, densitatea este mult mai mică decât media universului.
În baza a două studii publicate în Astrophysical Journal, fizicianul Christopher Martin susține că a obținut imagini ale mediului intergalactic care este alcătuit din gaze și formează aproximativ 3% din masa Universului.